# Georg Sarnow
Georg Sarnow (* 25. November 1850; † 1935) war ein deutscher Konteradmiral der Kaiserlichen Marine.

## Leben

### Herkunft
Georg Sarnow war ein Sohn des evangelischen Geistlichen Julius Ferdinand Sarnow (1816–1884), Diakon an St. Nikolai in Stralsund und zuletzt Pastor an St. Jakobi in Stralsund und Stadtsuperintendent, und dessen Ehefrau Johanna Tamms (* 1824), einer Schwester des Stralsunder Bürgermeisters Carl Friedrich Tamms. Georg Sarnow hatte sechs Geschwister, darunter sein jüngerer Bruder Johannes Sarnow (1860–1924), der Jurist, preußischer Provinzialbeamter und Politiker wurde.
Die Sarnows waren eine alteingesessene Stralsunder Familie, deren erster überlieferter Namensträger der Gewandschneider und spätere Bürgermeister Karsten Sarnow († 1393) war.

### Werdegang
Georg Sarnow trat am 24. April 1868 als Seekadett in die preußische Marine ein. Am 16. Dezember 1870 wurde er Unterleutnant zur See, am 14. Dezember 1875 Leutnant zur See und am 18. August 1881 Kapitänleutnant. 1885 war er in der 2. Matrosen-Artillerie-Abteilung Führer der 2. Kompanie. Als Korvettenkapitän (Beförderung am 16. April 1887) war er 1887 auf der König Wilhelm. Am 10. März 1890 wurde er Kommandant der Grille. Mit der Außerdienststellung im gleichen Jahr wurde er Torpedodirektor der Werft Kiel.
Ab 10. Oktober 1893 war er Kommandant der Prinzeß Wilhelm, welche als Ausbildungsschiff in der Nord- und Ostsee eingesetzt wurde. Während dieser Zeit lief sie im September 1894 bei Rønne/Bornholm auf und konnte erst nach geraumer Zeit abgebracht werden. Sarnow wurde daraufhin Ende des Monats von seinem Kommando entbunden. Im Februar 1895 übernahm er das Kommando über die Arcona, welche im selben Monat den Status als Flaggschiff der Ostasiatische Kreuzerdivision abgegeben hatte, aber weiterhin vor der Chinesischen Küste eingesetzt wurde. Am 5. August 1895 wurde er Kapitän zur See. Im September 1896 gab er das Kommando ab. Anschließend wurde er Kommandeur der 1. Werftdivision in Kiel. Aus dieser Position wurde er am 12. April 1897 mit der gesetzlichen Pension zur Disposition gestellt.

1897 schreibt sein militärischer Beurteiler über ihn:
Ohne zum übermäßigen Genuß geistiger Getränke zu neigen geräth er unter dem Einfluß solcher oder unter deren unangenehmen Eindrücken in eine Direktionslosigkeit [?], die ihn leicht schwer kompromittieren kann. Läßt es im Verkehr mit ferner Stehenden und in den Clubs sporadisch an Diskretion fehlen.
Bis Ende November 1896 war er u. a. mit dem Roten Adlerorden 4. Klasse (Verleihung am 10. August 1889), dem Kronen-Orden 3. Klasse, dem Ritterkreuz des Königlich Dänischen Dannebrogorden, dem Kommandeur-Kreuz des Kaiserlich Japanischen Verdienst-Orden der aufgehenden Sonne, dem Kaiserlich-Königlich Russischen St.-Stanislaus-Orden 2. Klasse und dem Ritterkreuz 1. Klasse des Königlich Schwedischen und Norwegischen Schwertorden ausgezeichnet worden. Am 12. April 1897 erhielt er den Roten Adlerorden 3. Klasse mit Schleife verliehen. 1902 wurde er mit dem Kronen-Orden 2. Klasse ausgezeichnet.
Erst am 22. Juni 1905 erhielt er den Charakter als Konteradmiral verliehen. Er war Mitglied des Kaiserlichen Yacht-Clubs (Mitgliedsnummer 424).